# Vamping Venus
Pour plus de détails, voir Fiche technique et Distribution.
Vamping Venus est un film américain réalisé par Edward F. Cline, sorti en 1928.

## Synopsis
Un politicien américain d'origine irlandaise est envoyé dans la Grèce antique après avoir reçu un coup sur la tête.

## Fiche technique
- Titre : Vamping Venus
- Réalisation : Edward F. Cline
- Scénario : Howard J. Green et Bernard McConville
- Photographie : Devereaux Jennings
- Montage : Paul Weatherwax
- Pays de production : États-Unis
- Format : Noir et blanc - 1,33:1 - Film muet
- Genre : comédie dramatique
- Date de sortie : 1928

## Distribution
- Charles Murray : Michael Cassidy / le Roi Cassidy d'Irlande
- Louise Fazenda : Maggie Cassidy / Circe
- Thelma Todd : Madame Vanezlos / Venus
- Russ Powell (en) : Pete Papaglos / Bacchus
- Joe Bonomo (en) : Simonides, l'homme fort  / Hercule
- Guinn Williams : Mars
- Spec O'Donnell : le garçon de la Western Union / Mercury
- Fred O'Beck : Vulcain
- Gusztáv Pártos (en) : le commerçant
- Gustav von Seyffertitz : Jupiter
- Janet MacLeod : Juno
- Yola d'Avril : Sténographe